# 东方狼蛛
东方狼蛛（学名：Lycosa orientalis）为狼蛛科狼蛛属的动物。在中国大陆，分布于阿尔泰等地。其种加词“orientalis”意为“东方的”。